# Oxlahuntún
Oxlahuntún ("Trece Piedra") es una zona arqueológica de la cultura maya ubicada en la Selva Lacandona del estado de Chiapas en México, dentro de la Reserva de la biosfera Montes Azules. Oxlahuntún se encuentra enclavado en la densidad tropical de la Selva Lacandona y constituye una ciudad maya en ruinas cubiertas de una espesa vegetación selvática de difícil acceso, el sitio lo conforman un palacio principal, varias edificaciones, pirámides y monumentos con inscripciones jeroglíficas, el resto del sitio está enterrado bajo la selva. El palacio principal de Oxlahuntún presenta vanos escalonados, una característica arquitectónica común en las edificaciones mayas de la cuenca del río Lacanjá como Nuevo Jalisco, Rancho Ojo de Agua y Lacanhá.

## Historia
Oxlahuntún se desarrolló durante el periodo clásico al clásico tardío de la cultura maya y constituyó una ciudad y centro cívico-ceremonial, cabecera de un estado maya el cual se sabe permaneció sin haber sido sometido por una potencia mayor de la región como Bonampak o Yaxchilán.
En una de las inscripciones jeroglíficas encontradas en las ruinas de Oxlahuntún se registra la fecha en cuenta larga de 9.13.0.0.0 cuya correspondencia es al año 692 d.c.
Oxlahuntún fue descubierto por los lacandones y los chicleros que se adentraban en la selva. El sitio de Oxlahuntún fue explorado y descrito por primera vez en 1948 por el arqueólogo Giles Healey durante una exploración realizada en la Selva Lacandona, en el sitio realizó fotografías del palacio principal y de algunas inscripciones jeroglíficas talladas en estuco sobre los monumentos.
En la actualidad, Oxlahuntún permanece oculta como muchas de las zonas arqueológicas de la Selva Lacandona. De acuerdo a la mitología lacandona, Oxlahuntún es un sitio habitado por dioses y son los lacandones quienes constantemente visitan las ruinas para realizar ceremonias.